# 美国法学院排名
美国法学院排名是对美国的法学院进行的排名，包括附属于大学和独立存在的法学院。法学院排名主要参考的标准有声望、研究活动、校友资助、就业率、入学学生的各项数据等。目前最流行的是美国新闻与世界报道进行的排名。

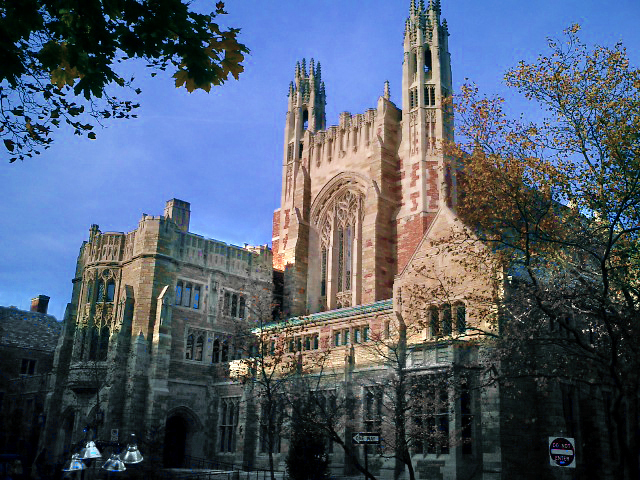
耶鲁法学院长年被评为美国第一的法学院

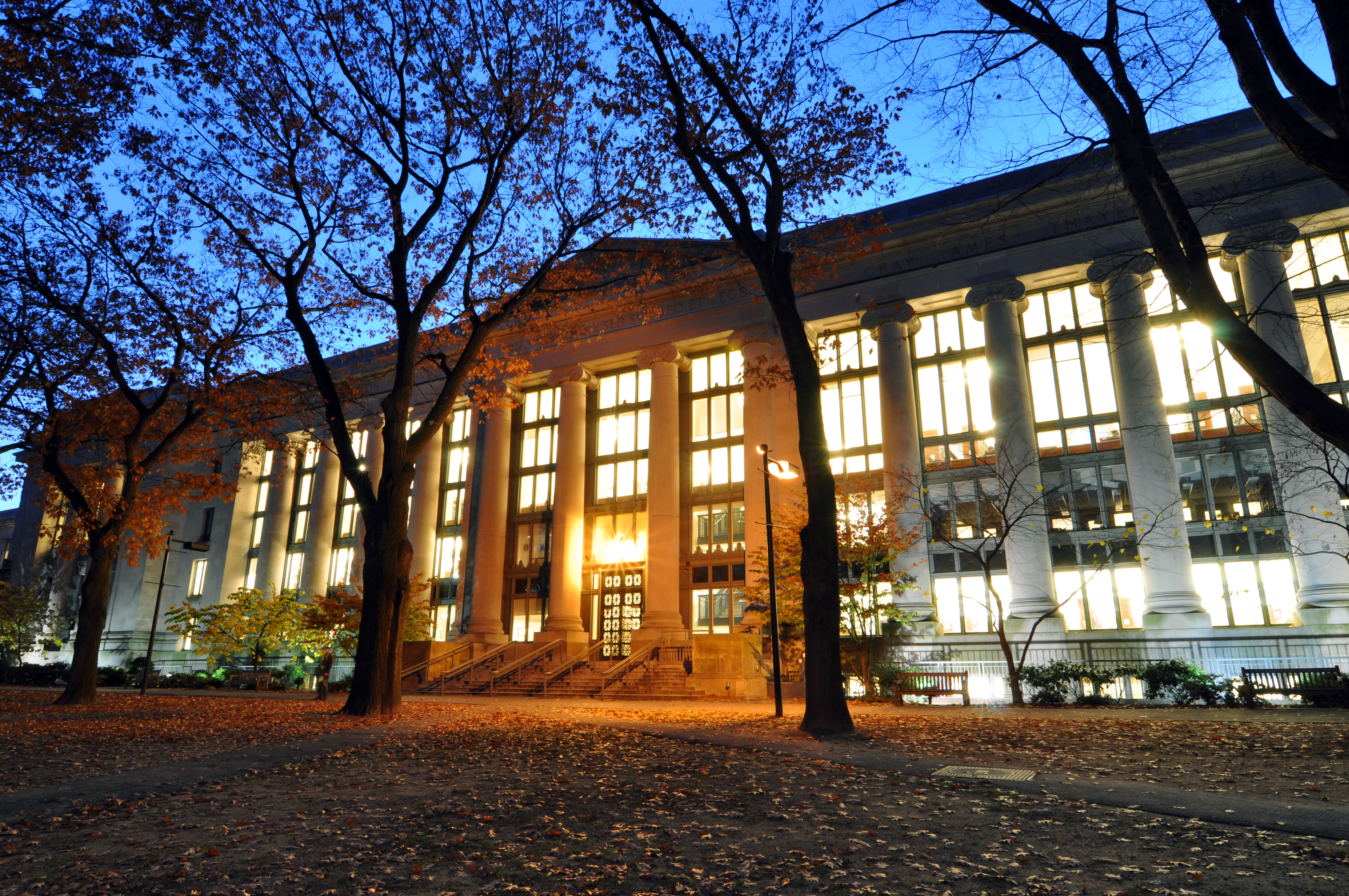
哈佛法学院是美国仍在办学的法学院中历史最悠久的

## 美国新闻与世界报道版排名
美国律师协会不对其认证的法学院进行排名， 美国新闻与世界报道的排名是目前最流行的非官方排名。该排名分为两部分，第一部分是对前145名的法学院按照各种数据进行从高至低的排名，第二部分是对一些未进入第一部分的法学院按照名称首字母进行罗列，而不再排名。此类学校一般被称为第三等及第四等，而之前的前一百名则被认为是第一等及第二等。 
该排名同时也按照专业领域进行类似排名。该排名在2012年收录了195所法学院。
每所学校的排名理论上讲每年都会变动，但是该排名的前十四名自1987年首次发布后就基本保持了原样——虽然这些学校之间的排名会出现变化，但是基本没有学校从前十四名里跌出，也很少有新的学校能挤入前十四。 
美国律师协会针对该排名发布过告示，告诫学生在参考排名的同时也要参考其他因素。
另需注意的是，该排名仅搜集了法律博士（J.D.）学位项目的数据，故对以外国人（非美国人）为主的法学硕士（LL.M.）、法学博士（J.S.D. or S.J.D.）学位教育参考意义不大。

### 前十四
因为前十四名学校在该排名中的稳固地位，这十四所学校已经作为一个整体的概念存在，通常被稱為「T-14」（T指英語top，即頂尖的意思）。

而且在前十四名里，也存在三个档次。前三名的耶鲁、斯坦福、哈佛虽然会互相交换位置，但幾乎未跌出过前五。第四到六的哥伦比亚、芝加哥大学及纽约大学也是如此。这样长期稳固的排名同样随着该排名影响的增大，加强了他们的地位，使得后面的学校很难赶超。
全部排名如下：

### 批评
美国律师协会一向拒绝对认证学院进行排名。美国法学院联合会则直接对该排名进行批评，其前任负责人 Carl Monk 甚至评价该排名“极尽误导与欺骗之能事，放任对金钱利益的贪婪而扭曲事实，损害自己作为一份刊物的还原事实真相的能力。”
作为对该排名的回应，美国律师协会与LSAT管理机构LSAC联手，每年都发布法学院入学指南。这份指南不对法学院进行排名，而是直接给读者提供各项数据，让读者自行判斷。该指南有網路版与印刷版两种，其中網路版是免费的，印刷版也不贵。
美国新闻与世界报道对美国律师协会的做法则以不断强调自己的排名方法的准确可靠进行回应。
法学教授 William Henderson 及 Andrew Morriss 则撰文指出，正是因为美国律师协会等机构的不作为，使得人们没有可靠的评价体系来评判各个法学院，以至于让美国新闻与世界报道的排名有機可趁。 Henderson 和 Morriss 也认为，正是因为部分法学院采取非常措施提升自己的排名，使得美国新闻与世界报道不得不经常改变自己的排名方法，影响到排名的可靠性。
2011年3月，洛约拉法学院的院长 Victor Gold 指责该排名没有考虑学生的民族多样性。  Gold 认为多样化的法学院最终能提升法学教育的多样性，而该校有百分之20.3都是亚裔，所以如果这样排名能提升该校的排名。

### 影响
虽然有如此批评，该排名还是深刻影响了美国法学教育及各个法学院发展的轨迹。当一所法学院的排名下降，很多被该学院录取的学生就会放弃这些录取的机会，如果这样的情况加重，负责录取的法学院职员有可能被解雇。 艾默理大学法学院就曾在2011年因为其排名跌出前30名而引发该校官员进行解释说明，平息学生对学院的怒气。
同理，当一所学院的排名上升，这所学校录取的学生里就会有更多人愿意来报道入学，于是就有很多学院愿意通过各种手段加强自己的排名，而不管自己的教育是否有真正的提升。 伊利诺伊大学法学院甚至通过向美国新闻与世界报道汇报虚假数据来抬升自己的排名，最终导致该校被美国律师协会罚款25万美元，其排名也随之下降。
2003年时 Jane Easter Bahls 说，有些法学院会因为某些学生的LSAT分数太高，估计录取了也不会来报道入学，所以故意拒绝录取这些学生，从而避免录取后不来的学生太多。  有些学校则通过提高学费的办法，来获取更多资金，以便给更多成绩好的学生发奖学金，吸引他们过来入读。

## 其他排名
大部分其他排名都是针对美国新闻与世界报道排名的过度流行而进行的。“互联网法律研究组织”在自己的网站 （页面存档备份，存于）上收录了这些排名的网络地址。

### 法学院评价排名
法学院评价排名（Judging the Law School Rankings） 有时又叫 Brennan 版排名或 Cooley 排名，因为该排名是 Cooley 法学院院长 Brennan 创设的。该学院长期被美国新闻与世界报道排为第四流法学院，于是催生了该学院院长于1996年自行进行排名。 该排名只考虑美国律师协会提供的司法考试通过率、LSAT分数、教学设施、师生民族多样性等指数。 该学院宣称自己在排名时未考虑声望的影响，所以在排名里将自己排在诸如斯坦福、伯克利这样的名校之前。

### Gourman 报告
该报告是由  Jack Gourman 博士在1997年由《普林斯顿评论》出版的一本书里对法学院进行的排名。但该排名在各个专业子项里的排名与总排名太像，而且偏爱大型公立学校，排名方法也语焉不详。

### Hylton 排名
该排名宣称自己只考虑了LSAT分数及同业互评，当然所谓的“前十四”在该排名中基本没有变化。

### Leiter 排名
该排名是芝加哥大学法学院的教授 Brian Leiter 进行的一系列子项排名，比如入学学生的LSAT分数，进入美国最高法院工作的人数，进入大型律师事务所的人数等。  该排名没有进行总排名。

### QS 世界大学排名
该排名里哈佛法学院排第一，紧随其后的是牛津、剑桥、耶鲁、斯坦福。

### Vault 排名
2008年开始专注于就业信息调查的 Vault.com 发布了自己的排名。该排名只考虑了400多名招募法学院毕业生的律所合伙人对毕业生写作能力、法律知识、完成任务的能力、及其他相关知识熟稔程度的评价。该排名只包括25所学院。

### 《全国法学家》排名
2013年2月，免费杂志《全国法学家》（National Jurist）首次发布了自己进行的美国法学院排名，在这份排名中，一些比较不知名排名较低的学校（如阿拉巴马大学法学院、德克萨斯理工大学法学院、北卡罗莱纳大学法学院）排到了以往占据《美国新闻与世界报道》版排名榜首的耶鲁法学院前面。该排名发布很后很快遭到了质疑，有人质疑其选用的数据不可靠、所占比例也很离谱，比如将由学生随意评论教授的 ratemyprofessor.com 网站的数据按照20%的比例计算，而计算的结果也似乎与所公布的数据相左。尽管如此，还是有诸如北卡罗莱纳大学法学院、俄克拉荷马大学法学院、德克萨斯理工大学法学院、休斯顿大学法律中心这样的学校很快发布消息，庆祝自己在这份排名中名次的上升。